# S-30 (Spanje)

De S-30

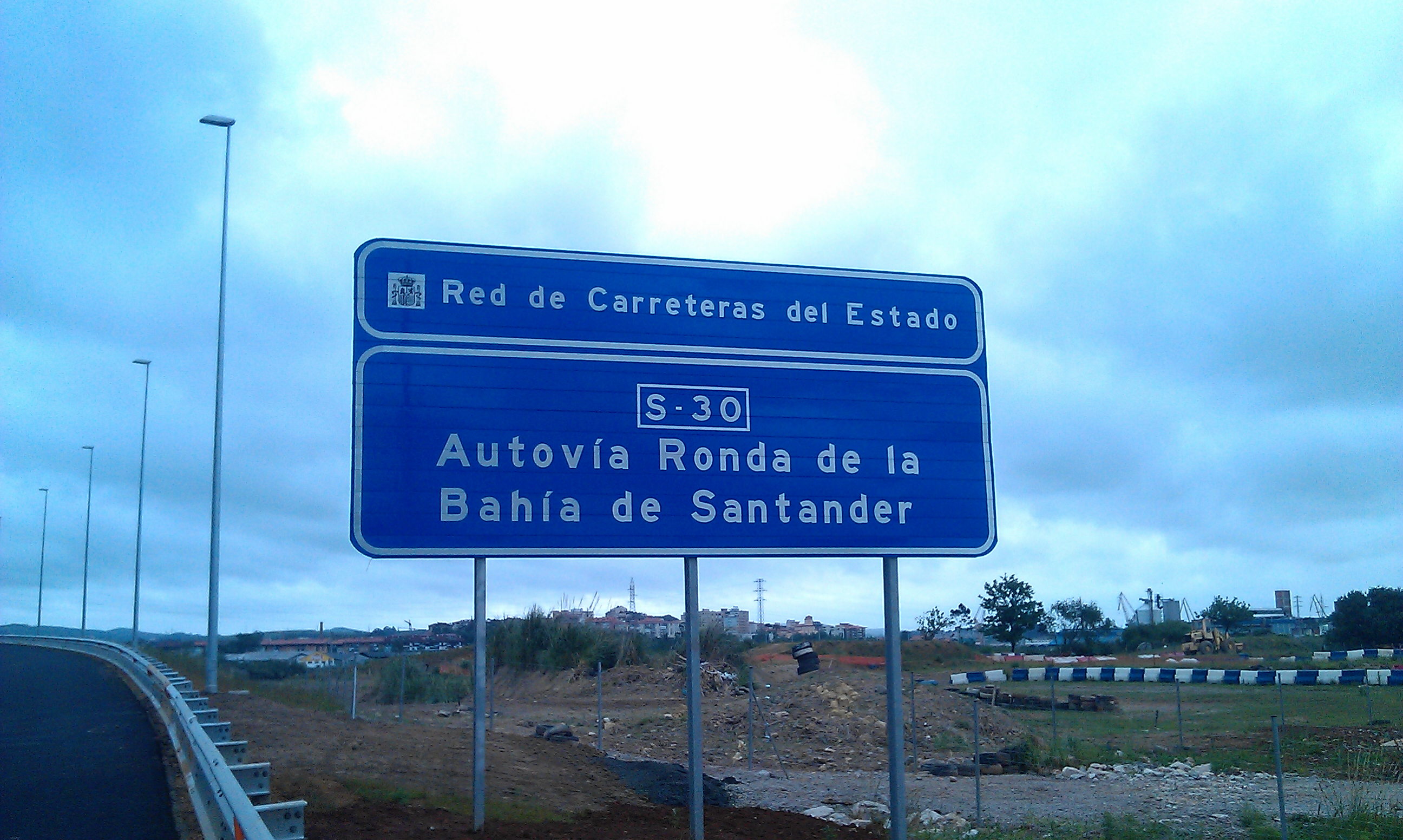
De S-30

De S-30 of Autovía Ronda de la Bahía de Santander is een autovía in Cantabrië. De snelweg van 12,2 kilometer vormt een ringweg om Santander en sluit aan op de A-67, de A-8 en de S-10.